# Elezioni parlamentari in Dominica del 2014
Le elezioni parlamentari in Dominica del 2014 si tennero l'8 dicembre per il rinnovo della Camera dell'Assemblea.

## Risultati
| Liste                         | Voti   | %     | Seggi |
| ----------------------------- | ------ | ----- | ----- |
| Partito Laburista di Dominica | 23 208 | 56,99 | 15    |
| Partito Unito dei Lavoratori  | 17 479 | 42,92 | 6     |
| Indipendenti                  | 37     | 0,09  | –     |
| Totale                        | 40 724 | 100   | 21    |